# Râul Țiganca, Bîc
Râul Țiganca este un curs de apă, afluent de stânga al râului Bîc. 
Râul izvorește în nordul capitalei Republicii Moldova, în regiunea cartierului Bucovinei din sectorul Rîșcani, ulterior, traversează de la nord la sud pădurea-parc din același sector (suplinind cu apă 4 lacuri artificiale din acest parc), după care, curge prin cartierul Rîșcanii de Jos și se varsă în Bîc în apropierea pieței „Calea Basarabiei”.